# 권응수장군유물-권응수초상
권응수장군유물-권응수초상(權應銖將軍遺物-權應銖肖像)은 경상남도 진주시 남강로 626-35, 국립진주박물관 (남성동,진주성)에 있는 조선시대의 초상화이다. 1980년 8월 23일 대한민국의 보물 제668-1호로 지정되었다.

## 같이 보기
- 권응수

## 참고 자료
- 권응수장군유물-권응수초상 (權應銖將軍遺物-權應銖肖像) - 국가유산청 국가유산포털